# 张家湖
张家湖是一个位于中国湖北省潜江县的湖泊，面积约为6.5平方千米，平均水深约为1.2—1.6米。
1954年，面积5.19平方公里，水深1至2米，湖水东通城南河。1985年的底高为25米。